# Ambo Heinrichs II.

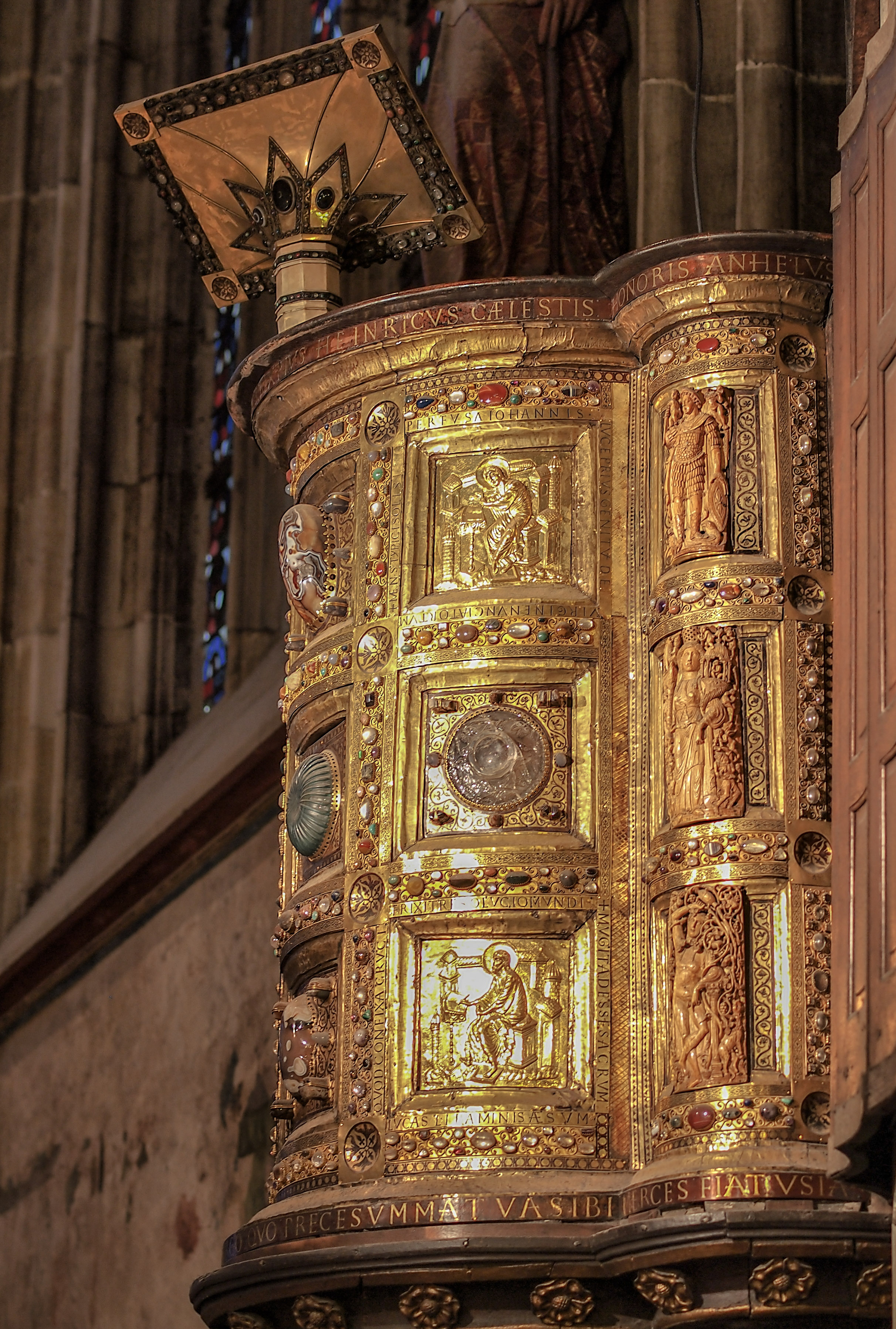
Ambo Heinrichs II. im Aachener Dom

Zwischen 1002 und seinem Todesjahr 1024 ließ Heinrich II. für die Kapelle der Aachener Königspfalz, den heutigen Aachener Dom, einen Ambo in Form einer Kanzel errichten, Ambo Heinrichs II. oder volkstümlich auch Heinrichsambo bzw. Heinrichskanzel genannt.  Der Ambo weist eine Höhe von 146 cm und eine Breite von 115 cm auf und gehört zu den bedeutendsten Kunstwerken der Ottonenzeit.
Ursprünglich stand die Kanzel wohl in der Mittelachse des Oktogons vor dem Hauptaltar. Nach Vollendung des Choranbaus im Jahre 1414 wurde der Ambo an der Südseite des ersten Chorjoches angebracht. Der hölzerne Treppenaufgang entstand 1782. In den Jahren 1815 bis 1817 und 1926 bis 1937 sowie 2002 bis 2003 wurde der Ambo umfassend restauriert. An hohen Feiertagen ist die Kanzel Heinrichs II. bis zum heutigen Tage in liturgischem Gebrauch.

## Beschreibung

### Aufbau, Ausstattung und Einordnung

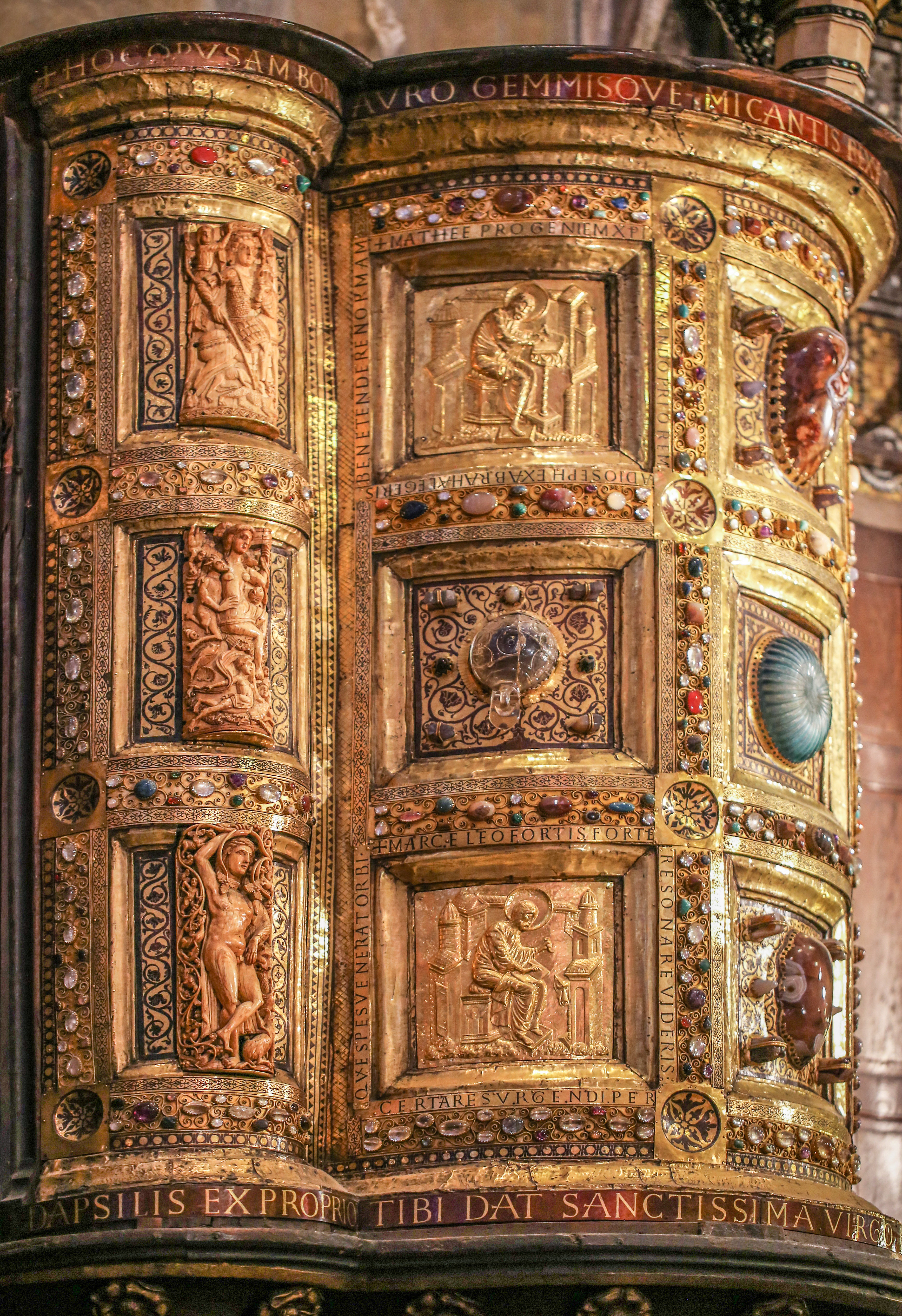
Linke Seite

Über einem kleeblattförmigen Grundriss ist die Brüstungswand des Ambos zu sehen, die durch Filigran- und Edelsteinborten – lediglich eine dieser Bordüren ist im Original erhalten – auf Eichenholzgrund in neun mit Braunfirnis gezierte Quadrate eingeteilt ist, von denen fünf ein Gemmenkreuz in Form eines griechischen Kreuzes bilden. Kostbare Gefäße zieren diese Felder; drei sind ursprünglich, zwei später ergänzt. Die originalen Stücke sind eine Tasse und Untertasse aus Bergkristall sowie eine ovale antike Achatschale, die vermutlich aus dem dritten oder vierten Jahrhundert n. Chr. stammt. Auf welche Weise Kaiser Heinrich II. in den Besitz der Achatschale gelangte, kann abschließend nicht gesagt werden; die Quellen berichten jedoch über Geschenke oströmischer Delegationen. Nach teilweise in der Forschung vertretener Ansicht handelt es sich um Teile eines Prachtgeschirrs aus der Aussteuer von Kaiserin Theophanu, der Gemahlin Ottos II. Die beiden ersteren Objekte stellen orientalische Arbeiten wohl des späten zehnten oder elften Jahrhunderts dar. Solche Bergkristallarbeiten erfreuten sich auch nördlich der Alpen höchster Beliebtheit und wurden in kurzer Zeit in größeren Mengen aus dem östlichen Mittelmeerraum beschafft. Eine grüne Rippenschale sowie eine weitere Achatschale (unten, von 1937) bilden die nachträglichen Ergänzungen. Schachfiguren aus Achat und Chalcedon rahmen die Trinkgefäße ein. In den verbleibenden vier Eckfeldern sind getriebene Kupferreliefs mit Darstellungen der schreibenden Evangelisten zu sehen. Nur die Matthäustafel (oben links) ist im Original erhalten; die drei anderen Reliefs hingegen wurden aus Gipsmodellen der 1870er Jahre nachgebildet. Sowohl die Brüstungswand als auch die sie zu beiden Seiten umgebenden säulenartigen Ausbuchtungen sind verziert durch zahlreiche mit Rankwerk ornamentierte Bronzepunzierungen.
Kupferreliefs der Evangelisten

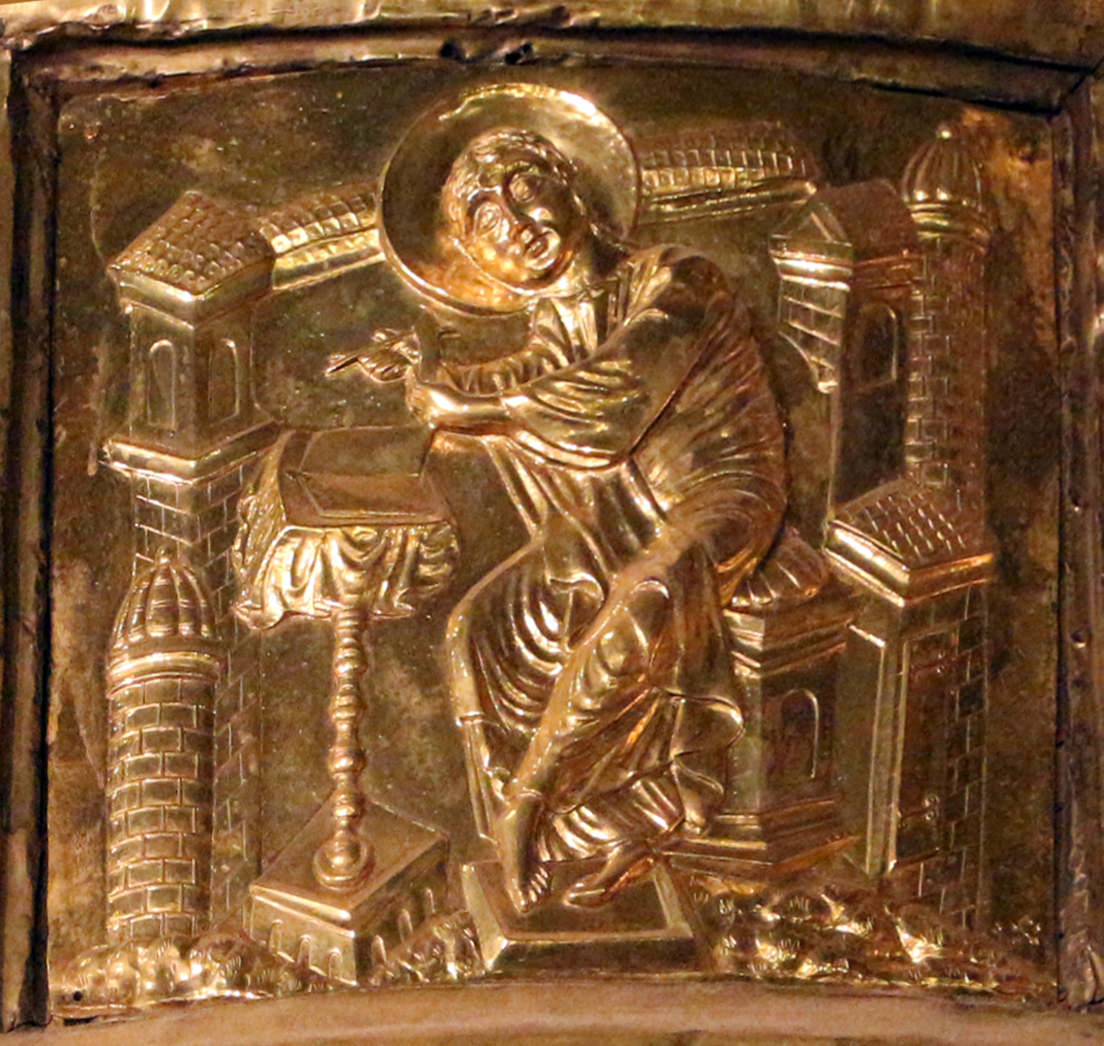
Johannes
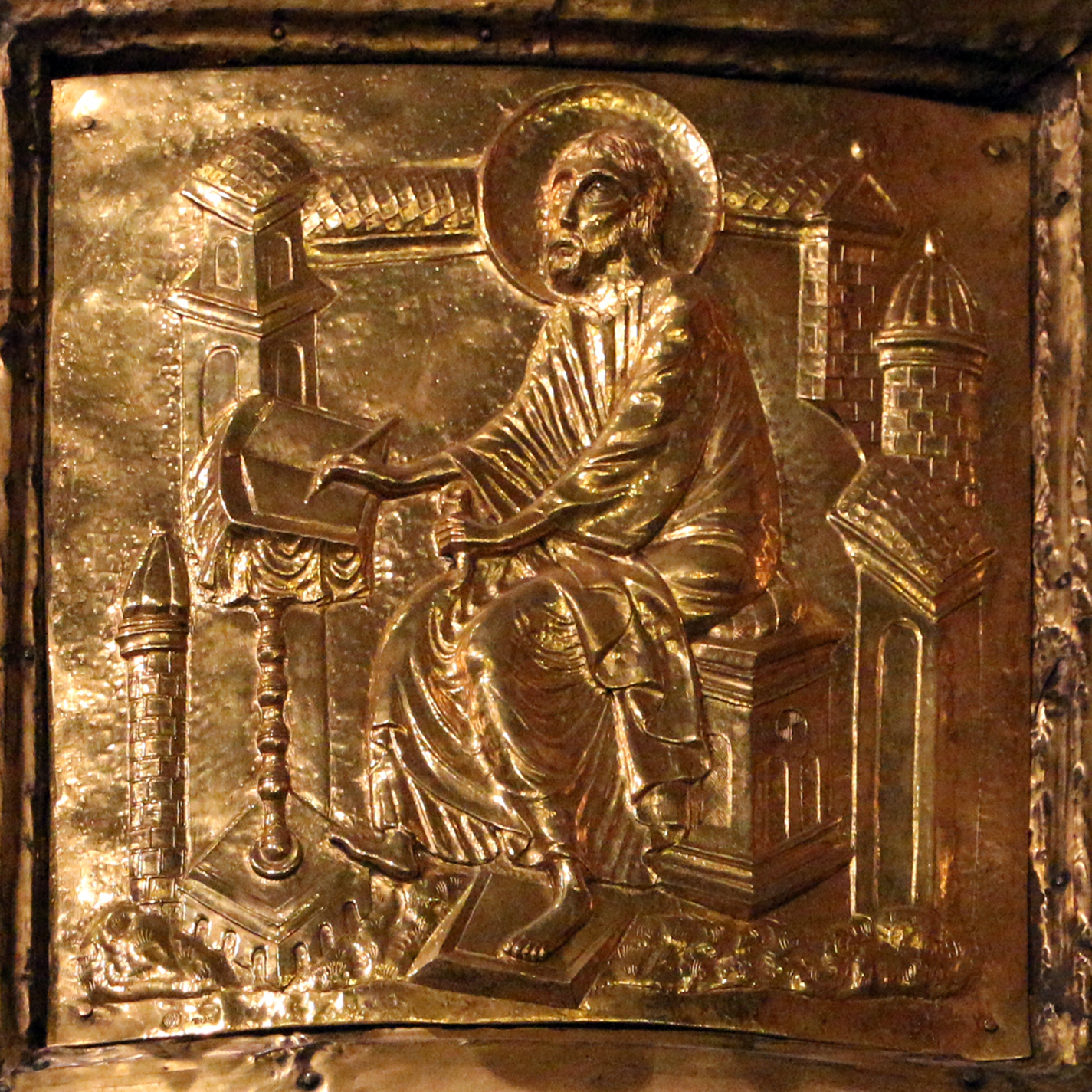
Lukas
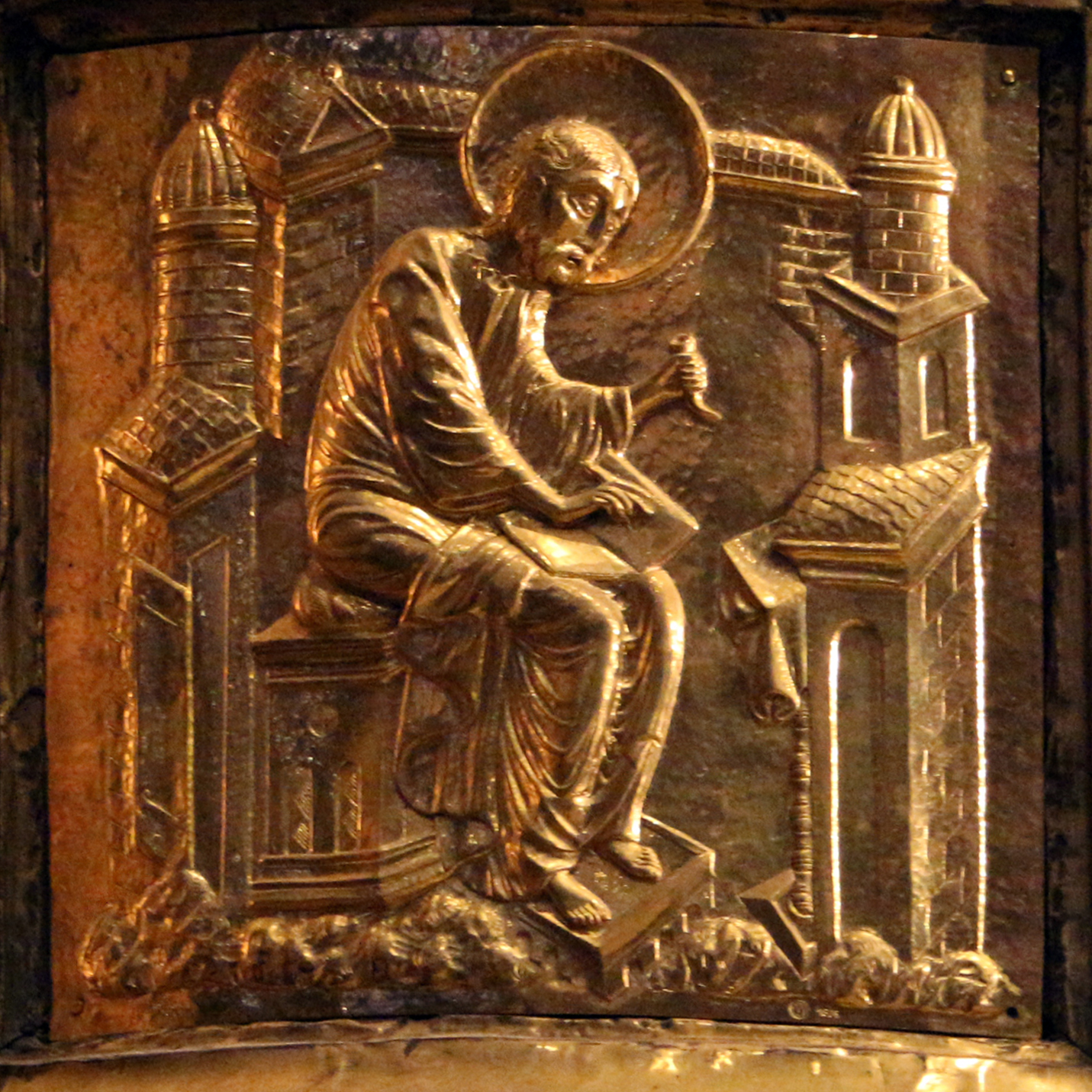
Markus
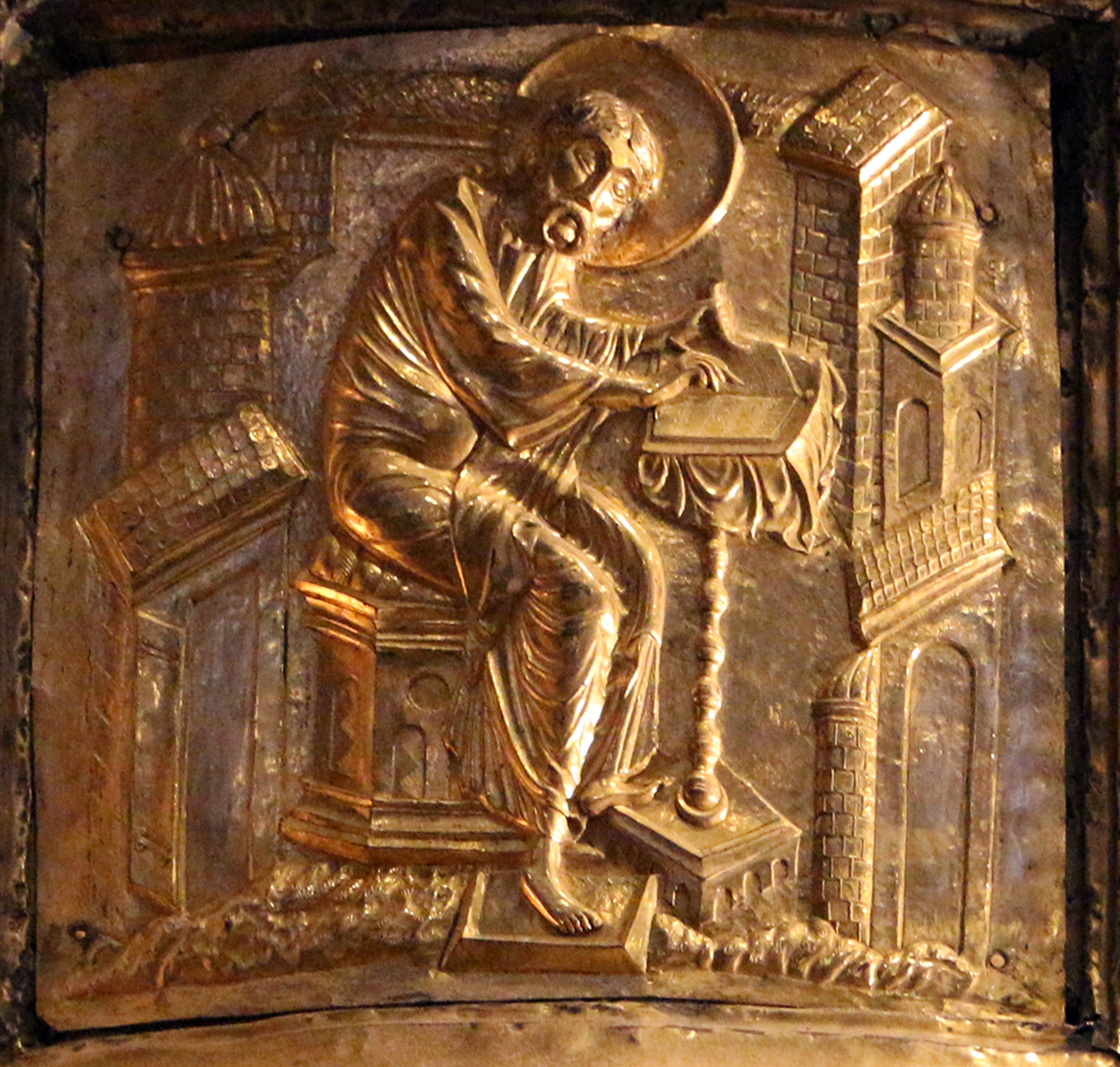
Matthäus

Die wohl eigenartigsten Schmuckwerke breiten sich an den seitlichen Segmenten des Ambos aus: Es sind sechs konvexe, die Rundung des Elefantenzahns nutzende Elfenbeintafeln, alexandrinische Arbeiten des sechsten Jahrhunderts n. Chr. Die obersten Felder der beiden die Brüstungswand flankierenden Ausbuchtungen zeigen kriegerische Siegertypen. Je zwei Genien setzen ihnen eine Krone aufs Haupt. Während der rechte Krieger aufrecht zum Kampfe bereitsteht, stößt der linke auf einem Pferd sitzend einem gepanzerten Drachen eine Lanze in den Leib. Eine andere Tafel zeigt auf Meerestieren reitende Nereiden, Töchter des griechischen Meeresgottes Nereus und seiner Gattin Doris, zugleich auch Begleiterinnen des Poseidon. Sie verkörperten in der Vorstellung der griechischen Mythologie das Meeresplätschern. Auf einer vierten Tafel ist eine stattlich gekleidete bekrönte Göttin zu sehen, die in der Rechten ein Schiff, in der Linken ein Füllhorn trägt, welches in einem kleinen Tempel mündet, aus dem ein Kind herausschaut. Die Kuppel des Tempels wird von musizierenden Engeln geziert. Bei der Göttin könnte es sich um eine Personifikation der Stadt Alexandria oder aber um Tyche, die Tochter des Zeus und Göttin der – guten wie schlechten – Fügung, handeln, die das Schiff des Lebens steuert. Krone und Kind lassen auch an Isis, die ägyptische Liebes- und Meeresgöttin, denken, die als Göttermutter liebevoll ihren Sohn auf Händen trägt. Eine zu den Klängen des Aulos und dem Flötenspiel des Pan tanzende Mänade zu Füßen der Göttin verweist bereits auf den darunter dargestellten Dionysos, den für seine zügellosen, berauschenden Feste bekannten griechischen Weingott. Betont lässig mit überschlagenen Beinen an einer Säule lehnend greift er in das ihn umkränzende Weinlaub und schenkt schwungvoll aus einer über seinem Kopf gehaltenen Kanne in hohem Bogen Wein aus, der in den Rachen einer Löwin herabfließt. Durch die Szene schwirren kleine Engel und Fabelwesen. Gleich auf zwei der sechs Relieftafeln findet sich der Rauschgott in ganz ähnlicher Szenerie.
Die – in diesem Fall besonders plastische – Verwendung antiker Motive und Elemente in der Kunst ist eine grundlegende Idee für den (nicht unumstrittenen) Begriff der Ottonischen Renaissance, dem der Ambo in seiner einzigartigen Ausführung zugerechnet werden kann.

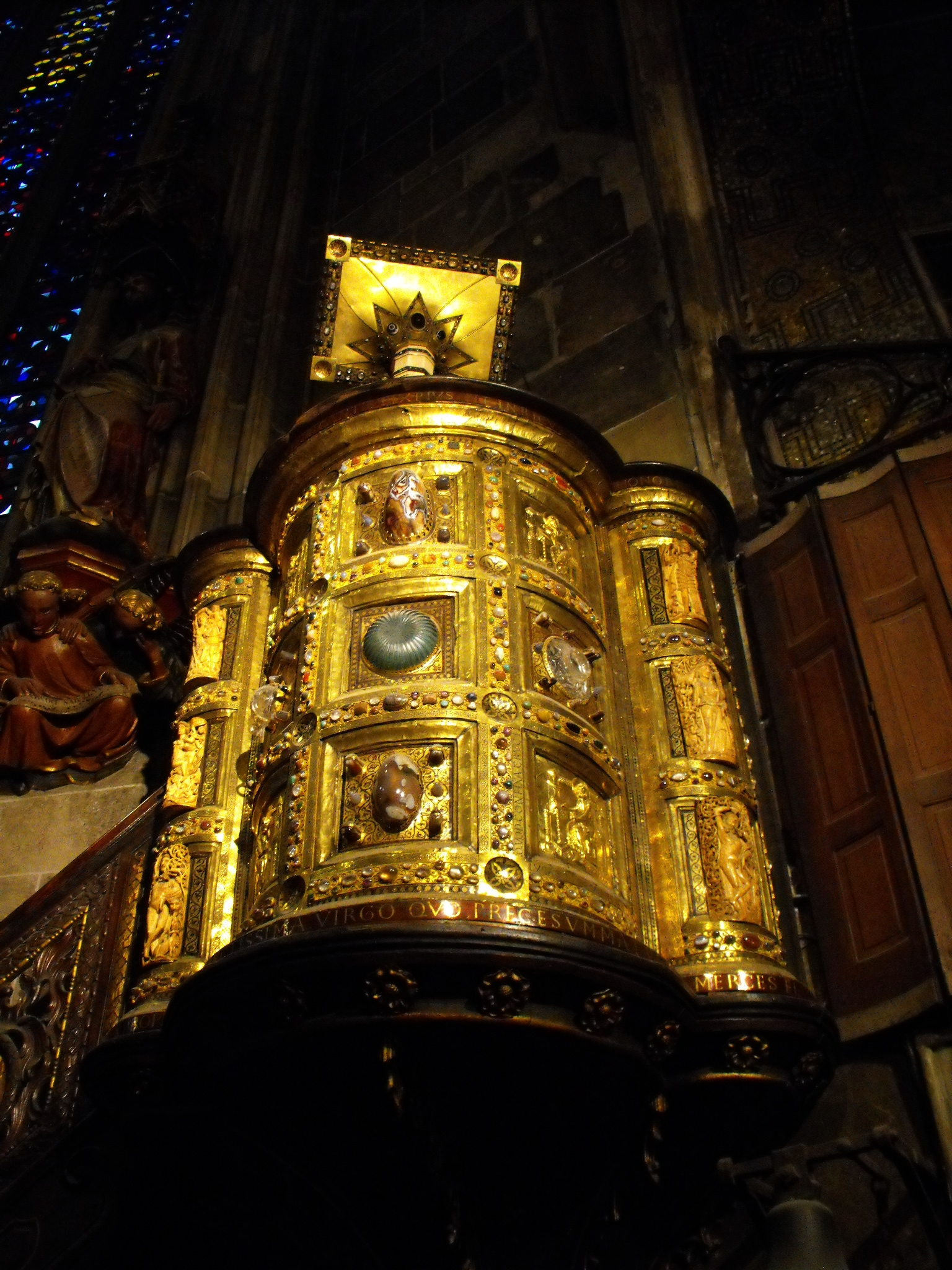
Gesamtansicht (Untersicht)
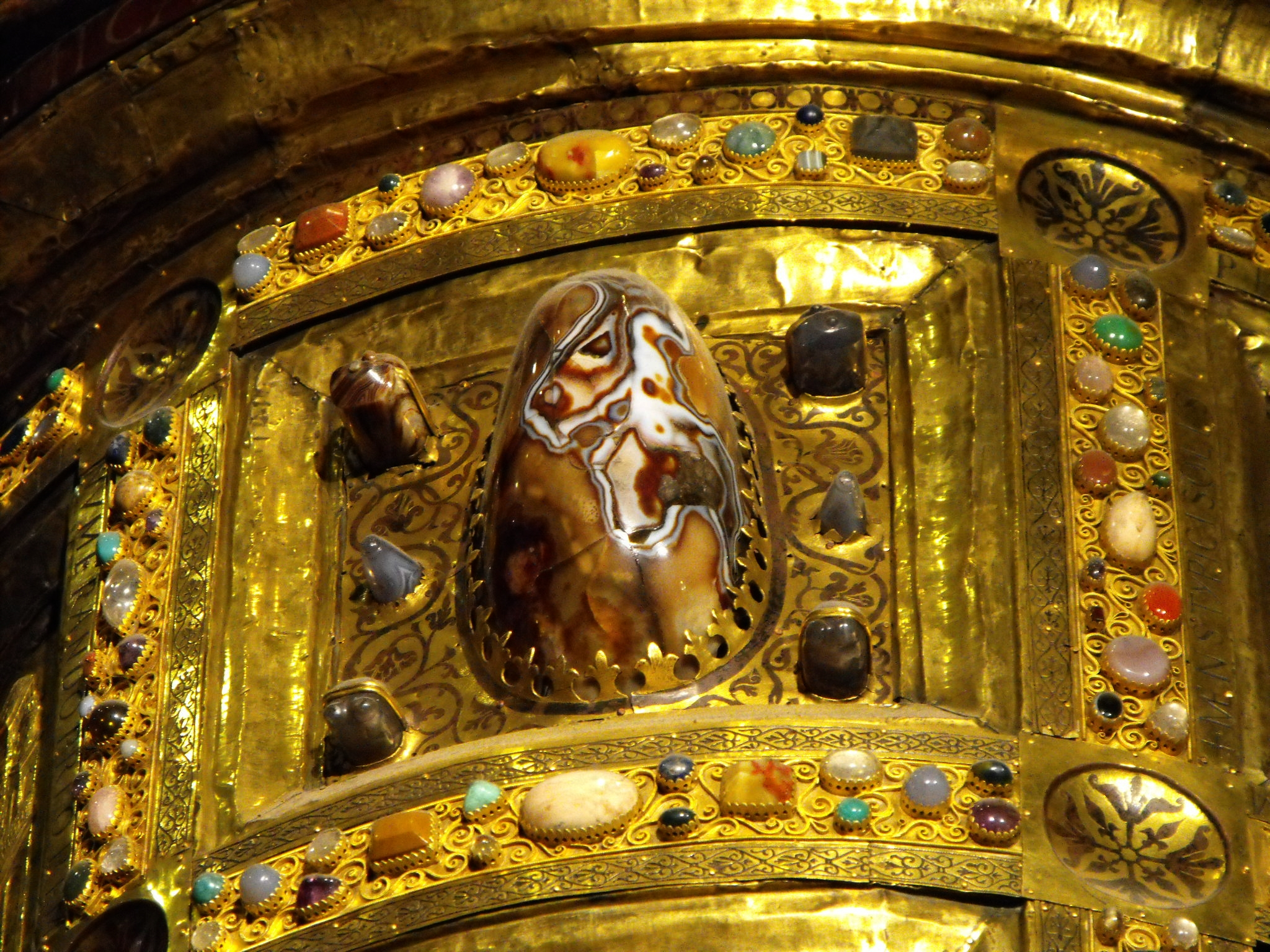
Die antike Achatschale
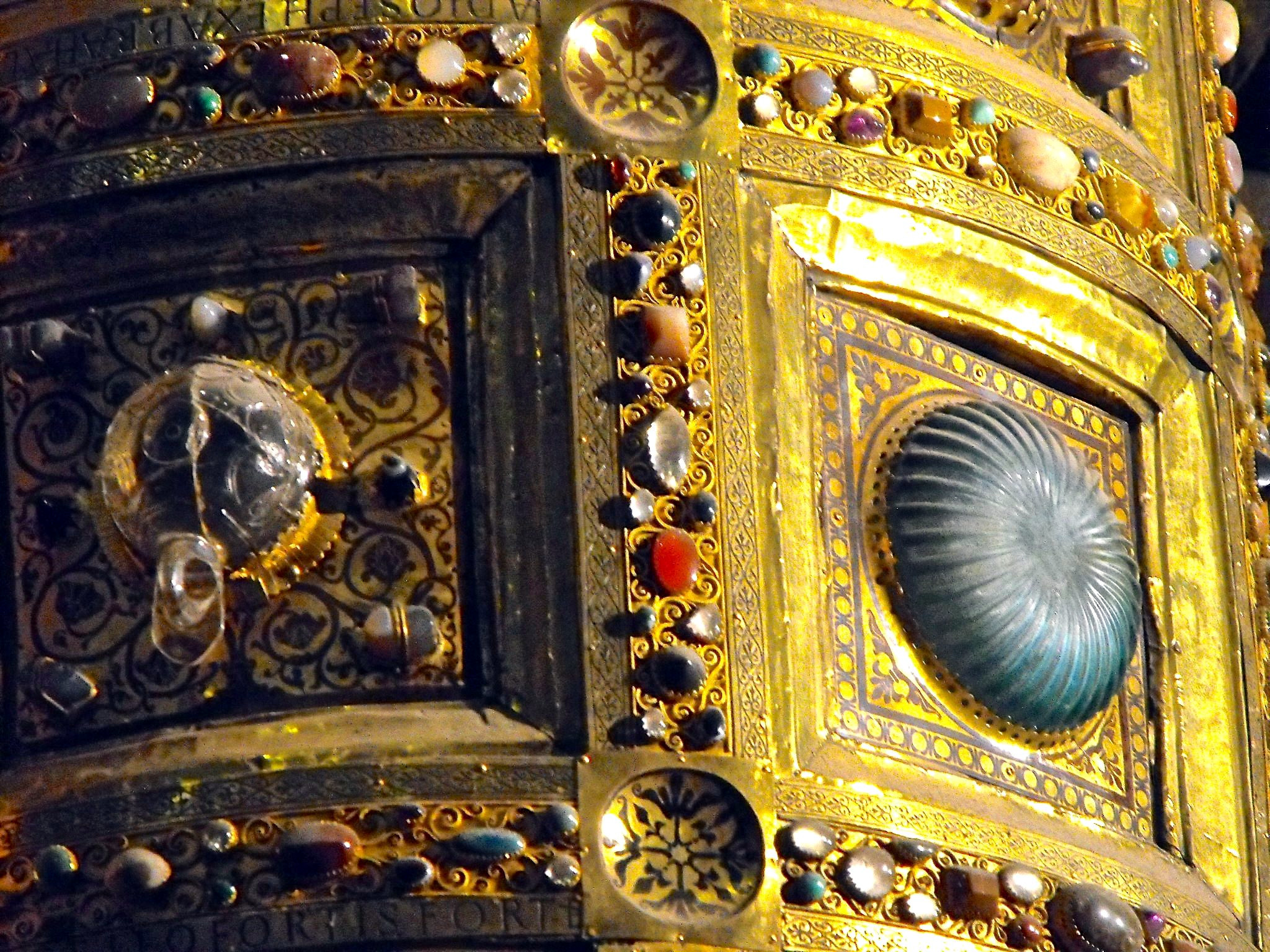
Bergkristallgefäß (links) und Rippenschale
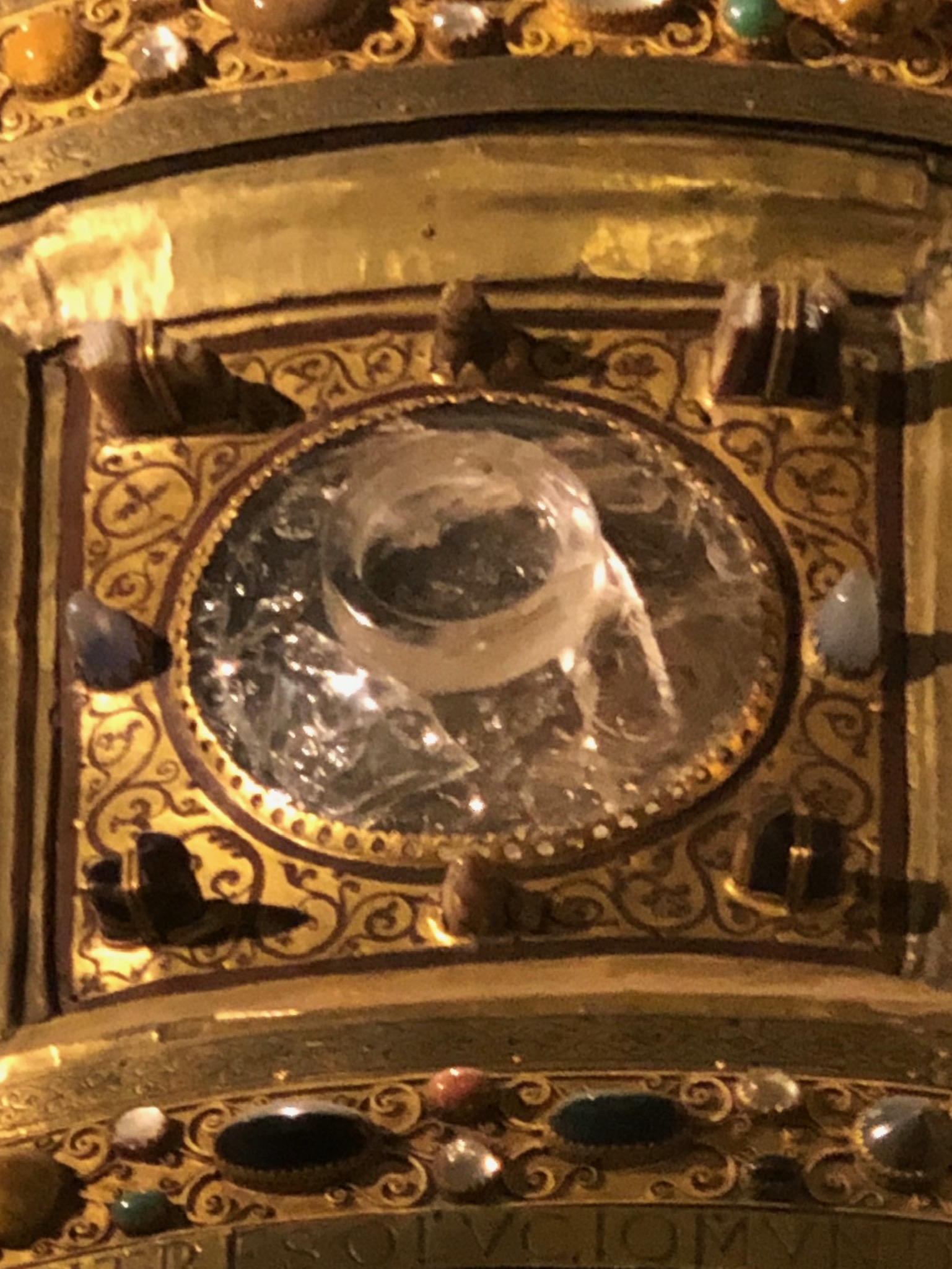
Kristall mit Schachfiguren
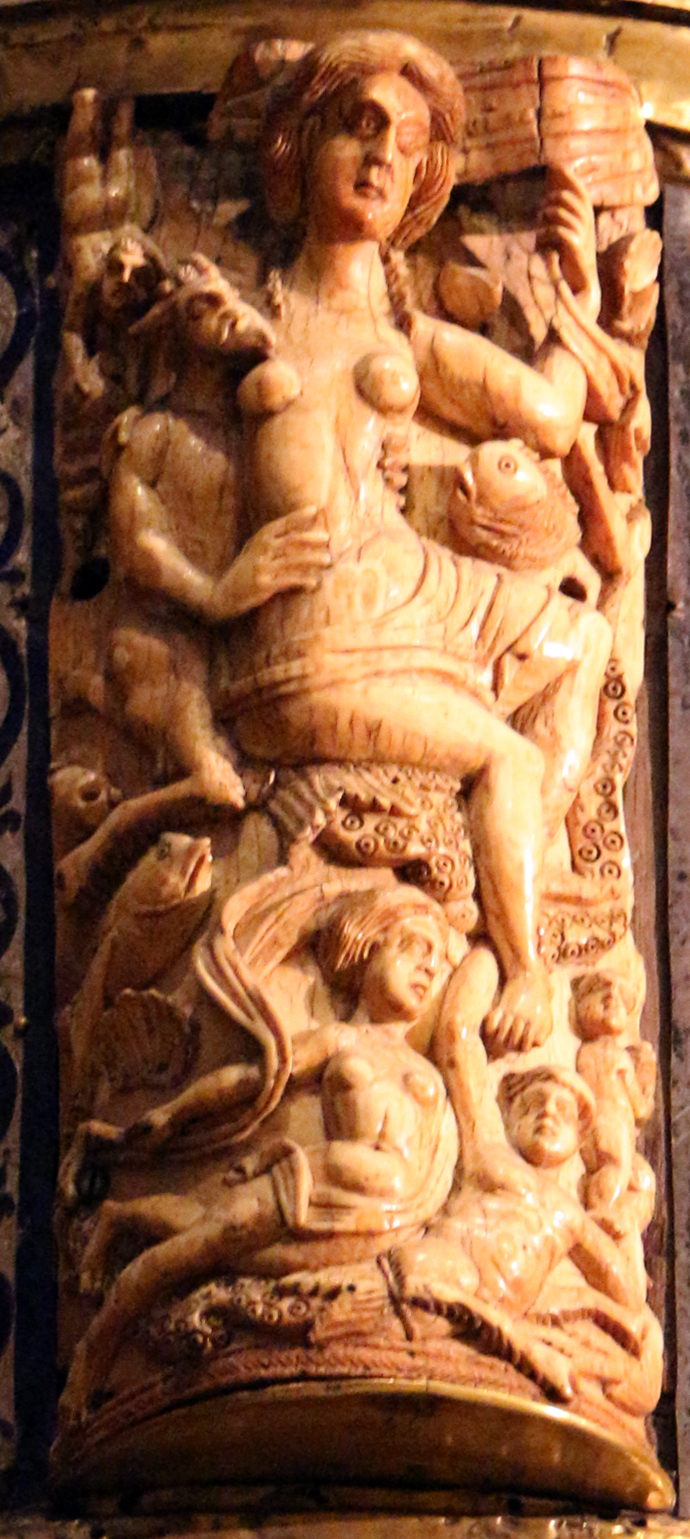
Elfenbeinrelief
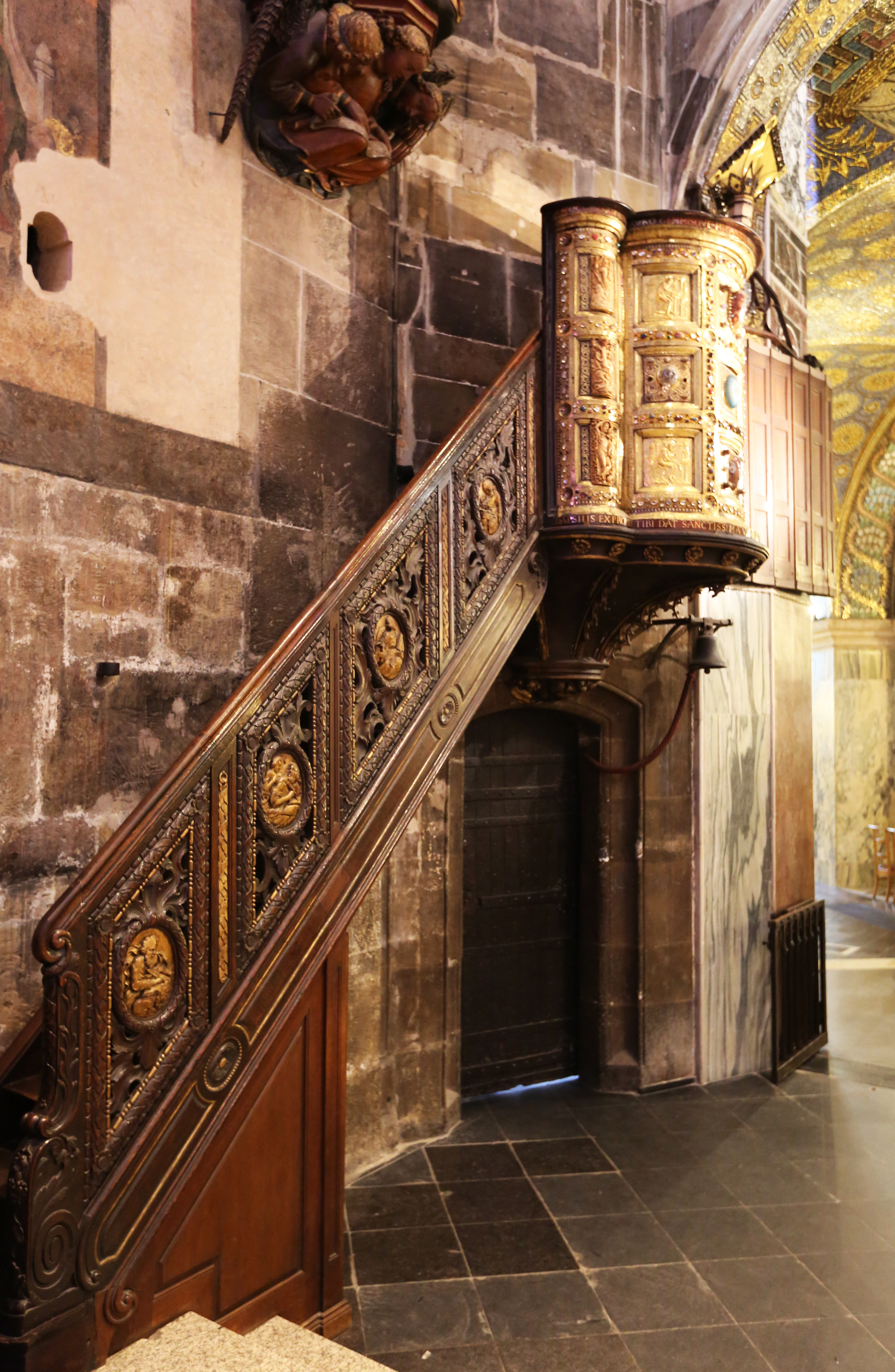
Barocker Treppenaufgang
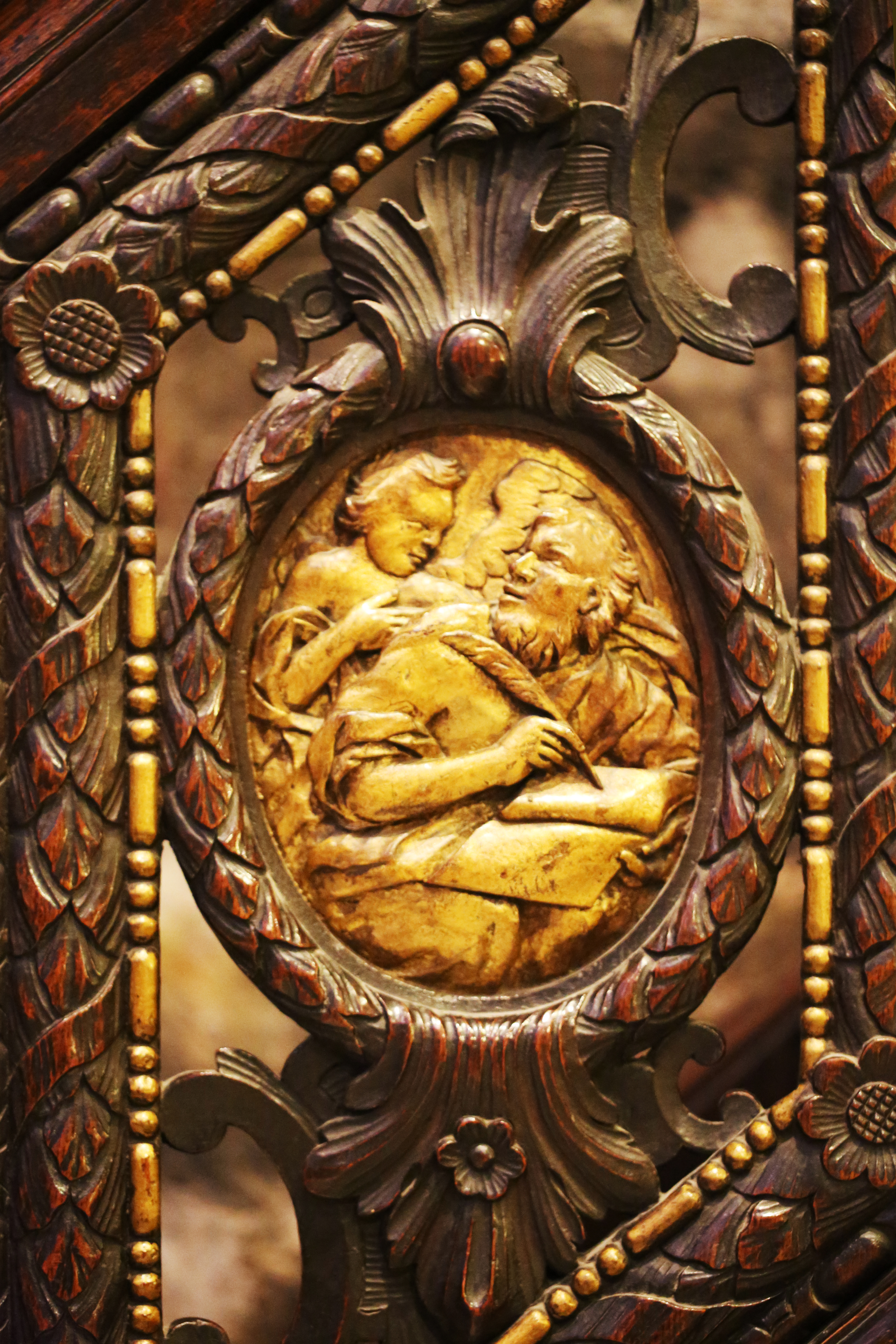
Schnitzerei an der Brüstung des Treppenaufgangs

### Inschriften
Am oberen und unteren Rand des Ambos, jeweils fortlaufend vom linken Seitenteil über den Mittelteil zum rechten Seitenteil, befindet sich eine in Braunfirnis ausgeführte metrische Dedikationsinschrift, die Heinrich II., mit rex pius Heinricus tituliert, als Stifter ausweist und aus vier leoninischen Hexametern besteht, die an die Jungfrau Maria gerichtet sind. Ihr ursprünglicher Text ist nur fragmentarisch im Original erhalten, konnte aber bei Restaurierungen Ende der 1930er Jahre mithilfe schriftlicher Überlieferungen wieder ergänzt werden, sodass die Verse heute wieder vollständig lesbar sind:
[HOC] OPVS AMBONIS AVRO [GEMMISQVE MICANTIS |

REX PI]VS HEINRICVS CELAE[STIS HONORIS ANHELVS |

DAPSILIS EX PROPRIO TIBI DAT SANCTISSIMA VIRGO |

QVO PRE]CE SVMMA TVA SIBI [MERCES FIAT VSIA] |
„Dies Werk des von Gold und Edelsteinen strahlenden Ambos

gibt der fromme König Heinrich, nach himmlischer Ehre strebend,

dir, heiligste Jungfrau, aus seinem Besitz,

damit ihm durch deine Bitte der Höchste Gnade gewähre.“
Ebenfalls in leoninischen Hexametern gehalten sind die Inschriften der vier Evangelisten-Reliefs. Die Verspaare lauten:
(zu Matthäus)
+ MATHEE PROGENIEM (CHRISTI) | NVMERANDO PRIOREM |

AD IOSEPH EX ABRAHA(M) LEGERIS | BENE TENDERE NORMAM |
„Matthäus, du wirst, indem du die Abstammung Christi

von Abraham bis Josef aufführst, die Folge wohl erfassen.“
(zu Markus)
+ MARCE LEO FORTIS FORTE(M) | RESONARE VIDERIS |

CERTA RESVRGENDI PER | QVE(M) SPES VENERAT ORBI |
„Markus, starker Löwe, du wirst den Starken vernehmen,

durch den die sichere Hoffnung der Auferstehung dem Erdkreis kam.“
(zu Lukas)
+ MVGIT ADESSE SACRVM | LVCAS LIBAMINIS AESVM |

QVOD CONFIXA CRVCI | FRIXIT RESOLVCIO MVNDI |
„Es verkündet Lukas die Gegenwart der heiligen Opferspeise,

die die dem Kreuz angeheftete Erlösung der Welt bewahrt.“
(zu Johannes)
+ MENS TYPICI SOLIS [RADIO] | PERFVSA JOHANNIS |

LVCE PRIVS GENITVM DE | VIRGINE NVNCIAT ORTVM |
„Erfüllt von dem Strahlen sinnbildlicher Sonne verkündet der Geist des Johannes,

daß der, der früher war als das Licht, geboren ward von der Jungfrau.“

## Theologisch-symbolische Aussage
Die Indienstnahme profaner Kunst und Kultur für eigene Zwecke war dem Christentum von Anbeginn niemals fremd. Somit kann die Botschaft vom Triumph der christlichen Botschaft über das Heidentum auch als in der Verwendung der beschriebenen Zierstücke für die Heinrichskanzel enthalten gesehen werden: Die einst weltlichen Kunstschätze sind nun zu konstitutiven Bestandteilen des Ambos als sakraler Verkündigungsstätte der Frohbotschaft geworden. Nach anderer Auffassung ist der Ambo Heinrichs II. dagegen in seiner Gesamtheit als gleichsam eklektisch gestalteter Versuch zu verstehen, die Fremdheit seiner aus den unterschiedlichsten Kulturkreisen stammenden Elemente in Beziehung zum christlichen Weltbild des Mittelalters zu setzen und in dieses zu integrieren.